# Las islas voladoras
Las islas voladoras (Летающие острова / Letáyuschie ostrová) es un relato corto del escritor ruso Antón Chéjov escrito en 1882 y publicado en el n.º 19 de «Будильник» (Alarma) del 21 de mayo de 1883. Bajo la forma de una pretendida traducción del francés al ruso, el relato es una parodia del entonces en boga Julio Verne.

## Argumento
- Capítulo Primero: la bebe

Después de dar una conferencia de una duración de 80 horas, 42 minutos y 145 segundos, Mr. John Lund, un joven escocés miembro de la Real Sociedad Geográfica, derrumbado en su sillón, se echa a dormir, no sin antes decirle a su criado, Tom Grouse, que le despierte a los cinco minutos. Su conferencia, que ha tenido un éxito rotundo, ha versado sobre la perforación de la Luna, de uno a otro lado, mediante una colosal barrena.
- Capítulo II: El Misterio mudo

El sueño de Mr. Lund es interrumpido a los tres minutos por un tipo calvo vestido de negro, que le pide que le siga. Caminan por las calles de Londres, seguidos de Tom Grouse. Durante el recorrido, el tipo de negro se presenta como William Bolvanius, un eminente científico, autor de la asombrosa obra: ¿Existió la Luna antes del Diluvio?; y, si así fue, ¿por qué no se ahogó? Lo que desea es que Mr. Lund colabore con él.
- Capítulo III: Las punatas misteriosas o Misteriosos

En el observatorio de Mr. Bolvanius, Mr. Lund observa la Luna por el telescopio perfeccionado por este, que le pide que se fije en unos puntos pálidos moviéndose cerca de la Luna, sólo visibles a través de su telescopio. A continuación, les pide a Mr. Lund y a su criado Tom que le acompañen en un viaje espacial para desentrañar el misterio.
- Capítulo IV: Catástrofe en el Firmamento

Media hora más tarde, en la noche del 13 de marzo de 1870, los tres vuelan hacia los misteriosos puntos en el interior de un cubo sellado herméticamente y provisto de aire comprimido y de aparatos para la fabricación de oxígeno que es elevado por dieciocho globos. Pero éste, al alcanzar la atmósfera rarificada, es incapaz de soportar la presión interna; estalla y sus fragmentos salen despedidos hacia el espacio sin fin. Mr. Bolvanius consigue agarrar a Tom Grouse por las piernas y éste a Mr. Lund por las suyas. Los tres se desplazan por el éter. Cuando de pronto ¡¡¡BOOOM!!!, chocan contra unos de los puntos misteriosos.
- Capítulo V: La Isla de Johann Goth

Cuando al fin recuperan el conocimiento, descubren que se hallan en una de las islas que forman el archipiélago de las Islas Voladoras. Comienzan a explorarla. Tom Grouse descubre un árbol cuya savia tiene el sabor del vodka ruso. Por lo demás, la isla parece desierta. No obstante, Lund encuentra un manojo de papeles: las notas tomadas por un hombre llamado Johann Goth, escritos en algún lenguaje bárbaro, quizás ruso. Al descubrir que alguien se le había adelantado, Bolvanius enloquece por el disgusto.
- Capítulo VI: El Regreso

Los habitantes de El Havre ven caer una masa oscura en las aguas del puerto. Ésta se hunde, desapareciendo todo rastro de ella. Tres hombres flotan en medio de las aguas: el enloquecido Bolvanius, John Lund y Tom Grouse, que rápidamente son rescatados. Mr. Lund relata lo sucedido: El peso de los tres hombres había hecho más pesada la isla de Johann Goth, que había dejado la zona neutral de gravitación, siendo atraída hacia la Tierra.
- Conclusión

John Lund vuelve a trabajar en el problema de perforar la Luna de lado a lado. El agujero resultante será propiedad de los ingleses. Por su parte, Tom Grouse vive en Irlanda y se dedica a la agricultura, lamentándose por no haber recogido ninguna semilla del árbol cuya savia tenía el mismo sabor que el vodka ruso.